# Liberté (chanson)
Pour les articles homonymes, voir Liberté (homonymie).
Singles de Les Enfoirés
Toute la vie
(2015) Juste une p'tite chanson
(2017)
Liberté est une chanson de Marc Lavoine inspirée du poème Liberté de Paul Éluard datant de 1942. Le texte est cependant tronqué et adapté.
La chanson apparaît dans un contexte difficile et comme un rappel de résistance et de solidarité face aux attentats qui ont frappé la France en 2015.[réf. nécessaire]
C'est la chanson phare de l'édition des Enfoirés 2016. À cette occasion, chaque vers est chanté par une personnalité différente et elle est diffusée pour soutenir la cause des Restos du cœur.

## Interprètes
Liste des chanteurs par ordre de passage :
- Sophie Marceau
- Vanessa Paradis
- Florent Pagny
- Jean-Louis Aubert
- Alain Souchon
- Patrick Bruel
- Francis Cabrel
- Louane
- Tal
- Julien Clerc
- Pascal Obispo
- Kad Merad
- Kendji Girac
- Michèle Laroque
- Garou
- Dany Boon
- Thomas Dutronc
- Claire Keim
- Bénabar
- Zazie
- Christophe Maé
- Patrick Fiori
- Sandrine Kiberlain
- Maxime Le Forestier
- François Damiens
- MC Solaar
- Matt Pokora
- Jenifer
- Marc Lavoine
- Soprano
- Liane Foly
- Black M
- Zaz
- Mimie Mathy
- Michaël Youn
- Nolwenn Leroy
- Christophe Willem
- Emmanuel Moire
- Shy'm
- Amel Bent
- Lorie
- Jean-Jacques Goldman
- Jean d'Ormesson
- Véronic Dicaire
- Grégoire
- Patrick Timsit
- Nicolas Canteloup
- Jean-Baptiste Maunier
- Gérard Jugnot
- Michael Jones